# Sougé (Loir-et-Cher)
Sougé ist eine französische Gemeinde mit 478 Einwohnern (Stand: 1. Januar 2022) im Département Loir-et-Cher in der Region Centre-Val de Loire. Sie gehört zum Kanton Le Perche im Arrondissement Vendôme. Die Einwohner werden Sougéens genannt.

## Geographie
Die Gemeinde Sougé liegt an der Mündung der Braye in den Loir, etwa 65 Kilometer nordwestlich von Blois und 32 Kilometer westlich von Vendôme an der Grenze zum Département Sarthe. Sie grenzt an Bessé-sur-Braye im Norden, an Bonneveau im Nordosten, an Saint-Jacques-des-Guérets im Osten, an Artins im Südosten und Süden, Vallée-de-Ronsard im Süden und Südwesten sowie an Loir en Vallée im Westen. In der Gemeinde liegt der Flugplatz Sougé.

## Bevölkerungsentwicklung
| Jahr                       | 1962 | 1968 | 1975 | 1982 | 1990 | 1999 | 2006 | 2013 | 2022 |
| -------------------------- | ---- | ---- | ---- | ---- | ---- | ---- | ---- | ---- | ---- |
| Einwohner                  | 604  | 570  | 518  | 493  | 462  | 437  | 470  | 476  | 478  |
| Quellen: Cassini und INSEE |      |      |      |      |      |      |      |      |      |

## Sehenswürdigkeiten
- Römisches Lager, genannt Camp de César
- Kirche Saint-Quentin aus dem 15. Jahrhundert, seit 1961/2008 Monument historique
- Pfarrhaus, ursprünglich aus dem 12. Jahrhundert, als früheres Priorat aus dem 15. Jahrhundert überliefert

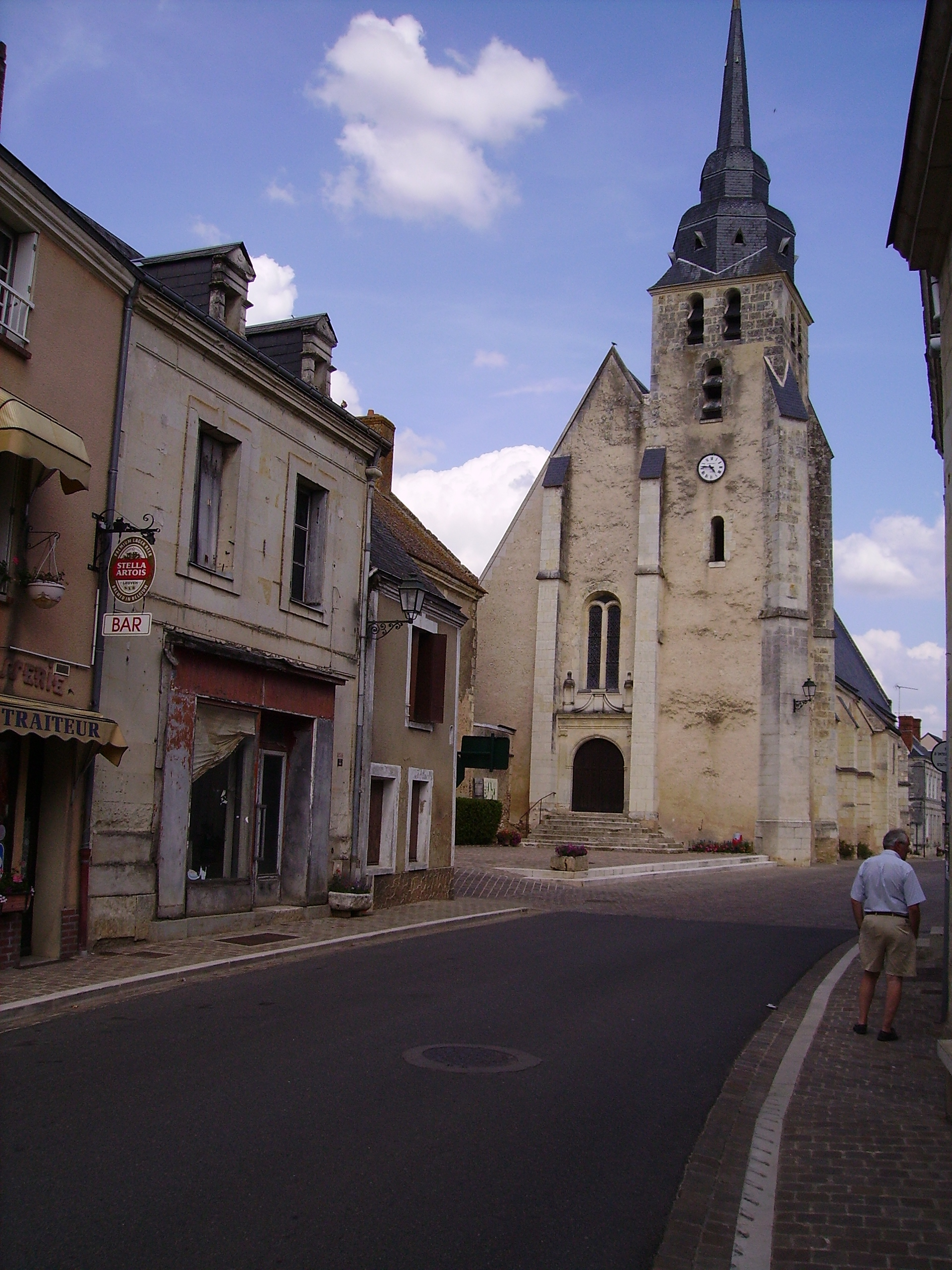
Kirche Saint-Quentin

- Herrenhaus Les Noues